# Átány
Átány is een plaats (község) en gemeente in het Hongaarse comitaat Heves. Átány telt 1576 inwoners (2001).